# Marie-Hélène Rebois
Marie-Hélène Rebois est une réalisatrice française née à Nancy.

## Biographie
Parallèlement à des études littéraires (khâgne, maîtrise de lettres, d'histoire de l'art et de philosophie) et à une formation théâtrale auprès du metteur en scène Jean-Marie Villégier et du Festival international de théâtre de Nancy, sa ville natale, Marie-Hélène Rebois réalise ses premiers courts métrages et devient cinéaste.
Elle développe dans ses films ses thèmes favoris, toujours à l'articulation du social et de la création artistique : il y sera question de sagas familiales, de voyages intérieurs, de religion, d'écriture, de musique, de peinture, d'opéra et de danse.
Elle collabore au travail pédagogique du département réalisation de La Femis de 1992 à 1997.
Elle obtient en 1999, le prix du long métrage documentaire du Festival international de films de femmes de Créteil pour son film tourné à l'Opéra national de Paris : Histoire d'un transmission, So Schnell à l'Opéra. La même année, elle reçoit la médaille Beaumarchais de la SACD.
Elle travaille un an avec le Festival Montpellier Danse pour réaliser un film sur l'histoire du festival (Montpellier Danse 1980-2000) et une soirée spéciale pour Arte (Montpellier Danse 2000, points de vue d'Afrique). Ce programme a obtenu une mention spéciale au 11e Grand Prix international vidéo danse.
En 2003, son film Ribatz, Ribatz ou le Grain du temps obtient le prix de la sélection française du Festival international de cinéma de Marseille.
Elle a aussi réalisé pour le Conservatoire national supérieur de musique et de danse de Paris un film sur l'analyse du corps dans le mouvement dansé : Le Geste créateur et, pour la SACD, un court métrage sur un numéro de cirque Rondeau pour un fardeau, numéro de portés, ainsi que des portraits de la pianiste Vanessa Wagner, du chorégraphe Jean-Claude Gallotta et de la marionnettiste italienne Laura Kibel.
Dans Dialogue avec les fauves, diffusé sur Arte, elle montre jusqu'où l'homme peut aller dans la communication avec les fauves, avec quel langage et quelle gestuelle.
Noces d'or, la mort du chorégraphe, diffusé sur France 2, est le dernier volet de la trilogie que Marie-Hélène Rebois a imaginée et commencée après la mort du chorégraphe français Dominique Bagouet (les deux premiers volets étant Histoire d'une transmission, So Schnell à l'Opéra, 1999, et Ribatz, Ribatz et le Grain du temps, 2003).
Elle a réalisé depuis pour Arte trois documentaires : 
- Maguy Marin, la danse cachée
- Montpellier Danse, 1980-2010, Zigzag, pour les 30 ans du Festival Montpellier Danse
- Merce Cunningham, la danse en héritage[2], où elle suit l’ultime tournée rendant hommage à celui qui fut l’un des artistes majeurs du XXe siècle. Alternant moments de répétition, images d’archives et entretiens, son film pose la question de la transmission d’un patrimoine proprement immatériel.

En 2016, son film long métrage Dans les pas de Trisha Brown, est sélectionné au Festival international de cinéma de Marseille et il reçoit le Prix du Jury 2017 au FIFA  (Festival international du film sur l'art - Montréal). Il sort en salle en septembre 2017.  
De 2014 à 2017 elle collabore avec Lucinda Childs et filme la reprise de sa pièce "Dance" au Théâtre de la Ville, puis 4 de ses solos au CND (Centre National de la Danse) :« Early Works et Description (of a description)" et elle réalise un long métrage documentaire : Lucinda Childs, la Grande Fugue de Beethoven.

## Filmographie
(hors captation de spectacle)
- 1999 : So Schnell, histoire d’une transmission
- 2000 : Montpellier Danse 2000, points de vue d’Afrique
- 2003 : Ribatz, Ribatz ou le Grain du temps
- 2004 : Le Geste créateur
- 2005 : Rondeau pour un fardeau (court-métrage)
- 2006 : Le Piano de Vanessa Wagner (court-métrage)
- 2006 : Dialogue avec les fauves
- 2006 : Noces d'or ou la Mort du chorégraphe
- 2009 : Maguy Marin, la danse cachée
- 2010 : Montpellier Danse, 1980-2010, Zigzag
- 2012 : Merce Cunningham, la danse en héritage
- 2016 : Dans les pas de Trisha Brown[3]
- 2017 : Lucinda Childs, la Grande Fugue de Beethoven
- 2018 : Good Boy, reprise du solo d'Alain Buffard par Matthieu Doze
- 2020 : Good Boy, histoire d'un solo, long métrage documentaire

## Récompenses et distinctions
- 1999 : prix du long métrage documentaire du Festival international de films de femmes de Créteil pour So Schnell, histoire d’une transmission
- 1999 : médaille Beaumarchais de la SACD
- 2000 : mention spéciale au 11e Grand Prix international vidéo danse pour Montpellier Danse 2000, points de vue d’Afrique
- 2003 : Grand Prix[5] de la compétition française du Festival international du documentaire de Marseille pour Ribatz, Ribatz ou le Grain du temps
- 2017 : Prix du Jury FIFA (Festival international du film sur l'art - Montréal) pour Dans les pas de Trisha Brown